# Scalmicauda talaeon
Scalmicauda talaeon är en fjärilsart som beskrevs av Sergius G. Kiriakoff 1968. Scalmicauda talaeon ingår i släktet Scalmicauda och familjen tandspinnare. Inga underarter finns listade.